# 가족이 필요해
《가족이 필요해》는 대한민국의 케이블 방송국 MBC EVERY1에서 방송하는 프로그램이다. 연예인들이 가상 가족을 만들어 가족생활을 하는 프로그램이다.

## 역대 가족
- 시즌1
  - 김흥국 (아빠)
  - 김청 (엄마)
  - 이정 (아들)
  - 가인 (딸)
  - 박유선 (막내딸)

- 시즌2
  - 이홍렬 (아빠)
  - 금보라 (엄마)
  - 조원석 (아들)
  - 한승연 (딸)

- 시즌3
  - 최양락 (아빠)
  - 이경실 (엄마)
  - 이성진 (첫째 아들)
  - 리키 김 (둘째 아들)
  - 정진운 (셋째 아들)

- 시즌4
  - 박준규 (아빠)
  - 강수지 (엄마)
  - 마르코 (아들)
  - 김정민 (첫째 딸)
  - 한선화 (둘째 딸)